# Louis Dherse
Louis Charles Albert Dherse est un dirigeant d'entreprise, qui participé à la réorganisation de la sidérurgie lorraine pendant les Trente Glorieuses, en pilotant la création de la Sollac, de Sacilor et de la Solmer, des usines sidérurgiques modernes construites en impliquant les différents acteurs historiques du secteur.
Polytechnicien, il entre dans la sidérurgie en 1948, à 42 ans, à l'occasion de la fondation de la Sollac. Il parvient à finaliser des collaborations industrielles reconnues nécessaires mais refusées par les dirigeants. De même, il convainc le monde ouvrier de la nécessité de restructurations douloureuses, en communiquant ouvertement et abondamment sur la situation du secteur.

## Biographie
Louis Charles Albert Dherse nait le 19 février 1906 aux Andelys, dans Eure. Il est le fils d'Auguste Dherse, intendant général, et de Mariette Flamard.
Il entre à l'École polytechnique en 1924, comme major de promotion. Il fait partie du Corps des ponts et chaussées, dont il sort premier classé. Il obtient également une licence ès sciences.
Le 3 mai 1933, il épouse Évelyne Colonna-Ceccaldi (1908-1997). Le couple a deux enfants : Jean-Loup Marie Dherse (1933-2010) qui est également polytechnicien (promotion 1952) et membre du corps des mines. Il est ensuite directeur à Pechiney et vice-président de la Banque mondiale. Quant à sa fille Camille, elle épouse Bruno de Vitry d'Avaucourt, polytechnicien (promotion 1995), membre du corps des mines, employé à la société sidérurgique Wendel en 1966.
Il commence sa carrière dans la construction des moyens de communication dans le sud marocain. Il travaille ensuite au Port Autonome du Havre. En 1933, il rejoint la Compagnie des chemins de fer de l'Ouest, qui devient un élément de la SNCF en 1937. En 1940, il est directeur général de Poliet et Chausson. Il rejoint ensuite l'Union des producteurs d'électricité des Pyrénées occidentales, qui devient, après sa nationalisation, un élément de l'EDF.
En 1948, il entre à la Sollac afin de coordonner son développement, financé grâce au Plan Marshall. Il en est le directeur général de 1959 à 1973 et devient président de Wendel-Sidelor en 1971, succédant à  Henri de Wendel. Axée sur la production de produits plats (tôles), un marché en plein essor, cette entreprise est le grand succès industriel de la sidérurgie lorraine d'après-guerre.
Après la Sollac, il réorganise la production des produits sidérurgiques longs lorrains (rails, fils, poutrelles, profilés, etc.) en créant Sidélor. Il lance la modernisation de l'usine sidérurgique de Gandrange-Rombas, faisant d'elle le site de référence des produits longs. Au-delà de ces investissements en Lorraine, il est convaincu de l'intéret de la « sidérurgie sur l’eau » et pousse le projet de la Solmer à Fos-sur-Mer.
Il meurt à Paris, dans le 16e arrondissement, le 18 mai 1994, à l'âge de 88 ans.

## Sidérurgie

### La Sollac
Au lendemain de la Seconde Guerre mondiale, la sidérurgie française bénéficie d'opportunités exceptionnelles :
- l'invention du laminage à chaud en continu aux États-Unis pendant la guerre est une rupture technologique qui permet de faire un bond sur les productivités et les qualités métallurgiques ;
- le plan Marshall donne les moyens financiers d'investir ;
- la reconstruction en France après la Seconde Guerre mondiale soutient la consommation d'acier ;
- le marché bascule vers les produits plats, qui sont promis à un bel avenir, alors que les produits longs sont condamnés à stagner[4].

Par contre les défis sont nombreux. Le premier est le morcellement de l'industrie sidérurgique, incompatible avec les volumes et les investissements nécessaires à l'adoption du laminage à chaud en continu. L'obtention des crédits Marshall impose aussi de convaincre l'État français de la pertinence de la stratégie industrielle. Les industriels lorrains sont alors bien conscients de la nécessité de s'associer. En apparaissant comme un « homme nouveau » et sans passif en la métallurgie, Louis Dherse parvient à séduire les principaux acteurs et à leur faire dépasser leurs rivalités.
En 1948, Louis Dherse préside la fondation ex nihilo, sous la forme d'une coopérative, de la Sollac. Parvenant à fédérer les industriels et à attirer les talents, il va faire de cette entreprise un succès industriel exceptionnel, alliant modernité et rentabilité.

### Sacilor
Le succès de la Sollac amène les industriels lorrains à reconduire l'expérience avec les produits longs. En effet, la situation du secteur est gravement compromise par l'obsolescence et la fragmentation des usines. La fondation de Sacilor, une coopérative présidée par Louis Dherse, est vue comme le nouvel élan de la sidérurgie. Positionnée stratégiquement dans la vallée de l'Orne, comme le pendant de la Sollac dans la vallée de la Fensch, la nouvelle usine sidérurgique de Gandrange-Rombas est un ensemble alliant, lui aussi, gigantisme et procédés innovants.
Mais Louis Dherse va réaliser là, sous la pression de ses actionnaires « ce qui est sans doute sa seule erreur stratégique : construire une grande usine consommant de la fonte et donc du minerai, alors que, pour ces produits, l'acier électrique produit dans de petites unités va prendre la plus grande partie du marché. » Quinze ans après son démarrage, le pari est unanimement considéré comme perdu.
Une autre conséquence fâcheuse de cette décision est la suspension du projet d'une grande usine sidérurgique maritime. L'usine provençale de la Solmer, à laquelle Louis Dherse n'a jamais cessé de croire, est reportée alors que le marché est encore capable de justifier ce type d'investissement.

### La Solmer
Le projet de la Solmer est, pour Louis Dherse, un impératif pour la sauvegarde de la sidérurgie lorraine. Il va, « contre vents et marées, et un peu à contre-courant, la concevoir et construire à Fos ce qui est encore aujourd'hui l'une des meilleures usines mondiales. C'est après Sollac, l'aventure de Solmer avec le même enthousiasme ».

### Restructuration de la sidérurgie lorraine
Pour un article plus général, voir Crise de la sidérurgie dans le bassin lorrain.
Depuis 1971, Louis Dherse est le président du directoire de Wendel-Sidélor, et le président du conseil d'administration des sociétés Sollac et Solmer. L'environnement économique est dégradé mais en centralisant les stratégies, il peut mettre en place un difficile plan de restructuration de la sidérurgie lorraine, le « plan de conversion », mieux connu comme le « plan Dherse ». Présenté le 21 octobre 1971, il vise supprimer 12 000 emplois (10 650 dans les premières communications, 12 500 dans sa version définitive) par la fermeture des usines obsolètes et la combinaison des plus performantes. C'est un plan qui postule que le repli économique de début 1971 n'est que conjoncturel, et que les volumes devraient se rétablir à moyen terme. En communiquant abondamment sur la gravité de la situation, Louis Dherse est en rupture avec les pratiques traditionnelles :
« Ce plan est une opération chirurgicale soigneusement préparée : elle est annoncée ouvertement, commentée et justifiée, assorties d'engagements de non-licenciements. […]

Après un an de plan de conversion […] au 31 août 1972, près de 5 000 emplois sont supprimés pour un peu moins de 1 000 emplois créés. »
— Jean Thomas Casarotto, La sidérurgie des Wendel entre Orne et Fensch 1704-1978
Mais le 1er juillet 1973, Louis Dherse quitte ses fonctions pour devenir président du conseil de surveillance de Sacilor-Aciéries et laminoirs de Lorraine, nouvelle société créée par la fusion de 4 sociétés contrôlée par la famille de Wendel, Wendel-Sidélor, Sidélor mosellanne, Sacilor et de Wendel S.A.. Il succède ainsi à Henri de Wendel qui, lui, n'occupe plus aucun poste dirigeant dans le groupe. L'un comme l'autre cèdent la place à une nouvelle génération de dirigeants. La portée politique de cette réorganisation n'échappe à personne, et portant, les structurations énergiques de Louis Dherse sont bien reconnues comme des moments aussi douloureux que nécessaires :
« Le retrait de M. Louis Dherse, à l'âge de soixante-sept ans, prend à bien des égards l'allure d'une mise à l'écart. On lui reprochait de n'être guère favorable à un rapprochement avec le groupe Usinor. Dans les milieux proches du gouvernement, certaines de ses décisions ont été peu appréciées. Ainsi l'annonce, en novembre 1971, avec une certaine publicité, du plan de restructuration du groupe (suppression de mille deux cents emplois). Ce plan serait pour certains en partie à l'origine du recul de la majorité en Moselle lors des dernières élections.

On ne saurait cependant oublier que M. Dherse a évité à la sidérurgie lorraine une véritable catastrophe. En un peu plus de deux ans, il est en effet parvenu à faire entrer dans les faits les principes d'une fusion et du regroupement décidés en 1968 et restés lettre morte jusqu'à son arrivée. »
— Le Monde, article du 26 mai 1973, M. Louis Dherse quitte la direction du groupe Wendel-Sidélor
Ainsi, l'ère Wendel a pris fin. Les nouveaux dirigeants suspendent immédiatement un plan pourtant exécuté à 75 %. La tension retombe, mais le volte-face inquiète les salariés. Louis Dherse les avait convaincu de la nécessité de ces sacrifices, et rien ne prouve que ceux-ci ont été suffisants.
En effet, la sidérurgie est toujours fragile. Louis Dherse prend sa retraite à au moment où elle entre dans une de ses crises les plus graves : une année après son départ, la crise de la sidérurgie dans le bassin lorrain atteint son paroxysme, frappée par les conséquences du premier choc pétrolier.